# Lukov (Horní Stropnice)
Lukov (německy Luggau nebo Lugau) je zaniklá ves na území obce Horní Stropnice. Je zde přeshraniční propojení Lukov – Hirschenwies.

## Historie
První písemná zmínka o vesnici pochází z roku 1379. V 16. stol. byla ves pustá. Znovu osídlena byla skláři, a to v polovině 17. století. V roce 1921 byl Lukov, tehdy pod názvem Luggau, osadou obce Staré Hutě. Stálo zde 14 domů a žilo zde 52 obyvatel, z toho 44 obyvatel bylo německé národnosti. V letech 1938 až 1945 byla ves v důsledku uzavření Mnichovské dohody přičleněna k nacistickému Německu. Po 2. světové válce ves zanikla, v rámci tvorby hraničního pásma byly domy srovnány se zemí, zachovala se jen kaple.